# 龐炳勲
龐 炳勲（ほう へいくん）は中華民国の軍人。北京政府の直隷派、国民軍の軍人で、後に国民政府（国民革命軍）に属した。日中戦争中は一時的ながら南京国民政府（汪兆銘政権）に属している。字は更陳、更臣、更新。

## 事績

### 北京政府から国民政府へ
父は秀才の家柄で、龐炳勲も当初は学問を志した。しかし父の死に伴い、学問を放棄して商業を営む。1899年（光緒25年）、北洋第3鎮砲兵隊に加入し、教官の孫岳と師弟関係を持った。東北測絵学堂卒業後、孫岳の紹介により、中国同盟会に加入した。1911年（宣統3年）、灤州起義に参加した。しかし失敗して龐も罷免され、再び商人となる。
1918年（民国7年）、保定に駐屯していた孫岳と再会し、再びその配下として起用された。以後、孫の下で順調に昇進していく。1924年（民国13年）10月の馮玉祥による北京政変（首都革命）が発生で、孫岳が国民軍に加入すると、龐炳勲は国民軍第2混成旅旅長に起用された。
しかし1926年（民国15年）4月、国民軍が北方各派との戦いで不利に陥ると、龐炳勲は直隷派の呉佩孚に投降し、第12混成旅旅長に任命される。同年冬、呉が国民政府の北伐軍に敗北すると、河南保衛軍の靳雲鶚を頼り、河南保衛軍第11師師長となった。1927年（民国16年）3月、河南保衛軍第3軍軍長に昇進する。まもなく靳が武漢国民政府に降ると、龐もこれに従い、国民革命軍暫編第5軍軍長に任命された。同年5月、馮玉祥率いる国民革命軍第2集団軍の東路軍第20軍軍長となり、北伐でも軍功をあげている。

### 日中戦争前後
北伐終了後の馮玉祥と蔣介石の対立でも、龐炳勲は馮を支持して中原大戦などで戦った。しかし張学良軍の攻撃を受けて敗北し、これに降伏した。張の下では第40軍軍長に任命されている。
1931年（民国20年）の満州事変、1933年（民国22年）の長城抗戦にも参加した後、同年5月に馮が組織した察哈爾抗日同盟軍に加わった。しかし、龐炳勲は察哈爾省政府主席の地位を提示した蔣の篭絡を受けて寝返り、馮を下野に追い込んでいる。ところが、現に省政府主席の地位に在った宋哲元への蔣の配慮から、結局約束は履行されず、龐は河南へ移駐させられた。
1937年（民国26年）の日中戦争（抗日戦争）勃発後は、龐炳勲は部隊を率いて最前線の各地で勇戦する。特に、1938年（民国27年）3月には、張自忠らと連携して、板垣征四郎率いる第5師団に臨沂で大打撃を与える軍功をあげた。その後も軍功を重ね、1939年（民国28年）10月に第24集団軍総司令兼第50軍軍長（3個軍統括）に昇進し、1940年（民国29年）には、河北省政府主席等をつとめた。

### 日本への降伏、晩年
しかし1943年（民国32年）4月、日本軍5個師団の包囲攻撃を受けた第24集団軍は大損害を被る。窮地に陥った龐炳勲は蔣介石の暗黙の了解の下に日本軍に降伏、南京国民政府下で開封綏靖主任兼暫編第24集団軍総司令をつとめた。
日中戦争終結後、龐炳勲は蔣介石に再び投降した。それまでの戦功や日本軍投降の経緯を考慮されて罪に問われることなく、第1路軍総司令に任命されている。1946年（民国35年）春、龐は自身の老いや衰えを考慮して辞任し、国防部咨議に転じた。1949年（民国38年）、台湾に逃亡した。
1963年（民国52年）1月12日、病没。享年85（満83歳）。

## 注
1. ↑  汪仁沢「龐炳勲」による。楊英建ほか「龐炳勲」は11月4日としているが、これは旧暦と思われる。なお徐友春主編『民国人物大辞典 増訂版』は10月25日としている。Who's Who in China 5th ed.,p.300は1883年としている。